# Chugchucaras
Chugchucaras es un plato típico de Latacunga y sus alrededores, ciudad de la provincia de Cotopaxi, Ecuador. Aunque es original de Latacunga, este plato también se puede encontrar en otras ciudades del Ecuador. Chugchucara es una palabra de origen quichua que significa “cuero tembloroso”, ya que uno de sus ingredientes principales es la corteza del cerdo frita.
Su origen se remonta a los años cuarenta cuando, por primera vez, el cocinero Hugo Córdoba elaboró este plato en su restaurante de Latacunga.

## Ingredientes
Esta comida utiliza diferentes productos agrícolas y animales disponibles en la zona, así como los plátanos que llegan de las regiones tropicales bajas, ya que Latacunga está en las rutas comerciales entre la costa, las zonas tropicales y Quito. 

## Preparación
El plato se elabora con cerdo frito, mote, papas, plátanos maduros fritos, empanadas, maíz tostado, canguil y cortezas de cerdo crujientes. Se acompaña con ají, una salsa picante hecha con pimientos picantes, tomates, cilantro y cebollas.